# أوكراينسكا برافدا
أوكراينسكا برافدا (بالأوكرانية: Украї́нська пра́вда) وهي صحيفة أوكرانية ألكترونية ذات شعبية شعبية على الإنترنت، أسست في (16 أبريل، 2000) صادف يوم (الاستفتاء على الدستور الأوكراني)
نُشرت الصحيفة بشكل رئيسي باللغة الأوكرانية مع مقالات مختارة منشورة أو مترجمة إلى الروسية والإنجليزية، وهي مصممة خصيصًا للقراء العامين مع التركيز على القضايا الساخنة لسياسة أوكرانيا.

## انتشار موقع الصحيفة
في عام 2017 ، كانت «أوكراينسكا برافدا» من بين المصادر العشرة الأكثر استشهادًا في ويكيبيديا الأوكرانية ويعد الموقع من بين أفضل 50 موقعًا الكترونيا في أوكرانيا

## التأسيس
في (ديسمبر 1999)، وصل الصحفيون جورجي جونجادزي و أولينا بريتولا و سيرجي شولوخ إلى واشنطن للفت انتباه السلطات الأمريكية إلى قمع حرية التعبير في أوكرانيا. وفي أبريل 2000 ، أسس غونغادزه وبريتولا أوكراينسكا برافدا وتعني الحقيقة الأوكرانية. جاء المشروع بالتزامن مع استفتاء عام 2000 على دستور أوكرانيا الذي بدأه الرئيس الأوكراني، والذي زاد من سلطات الرئيس وقلص من سلطة البرلمان الأوكراني. أصبح جورجي جونجادزي رئيس التحرير، وفي سبتمبر 2000 ، اختطف جورجي وقتل في عام 2004 ، لعبت الصحيفة دورًا مهمًا في توفير المعلومات خلال (الثورة البرتقالية)، الثورة الأوكرانية 2014. في 24 نوفمبر 2013 ، غير المنشور اسمه مؤقتًا إلى Європейська правда بمعنى «الحقيقة الأوروبية» بدلا من (الحقيقة الأوكرانية) لدعم المشاركين في إجراءات التكامل الأوروبي في 24 يناير 2014 ، خلال الأحداث التي جرت في شارع هروشيفيسكوفا، زار الموقع أكثر من 1.6 مليون مستخدم. حيث تم تسجيل الرقم القياسي لمشاهدات وسائل الإعلام الأوكرانية على الإنترنت